# چن هونگ (بازیکن سافت‌بال)
چن هونگ (انگلیسی: Chen Hong؛ زادهٔ ۲۸ فوریهٔ ۱۹۷۰) بازیکن سافت‌بال اهل چین بود.
او در بازی‌های المپیک تابستانی ۱۹۹۶ شرکت کرد.
او در سال ۱۹۹۶ به عنوان بخشی از تیم چین به مدال نقره دست یافت. او در هر ده مسابقه بازی کرد.